# Bekesbourne-with-Patrixbourne
Bekesbourne-with-Patrixbourne is een civil parish in het bestuurlijke gebied City of Canterbury, in het Engelse graafschap Kent met 925 inwoners.